# Transmission autosomique récessive
 (17 juin 2011).
 (mai 2023).
Si vous disposez d'ouvrages ou d'articles de référence ou si vous connaissez des sites web de qualité traitant du thème abordé ici, merci de compléter l'article en donnant les références utiles à sa vérifiabilité et en les liant à la section « Notes et références ».
Un caractère génétique est dit à transmission autosomique récessive quand
- le gène impliqué est porté par un autosome (chromosome non sexuel, ni X, ni Y chez les organismes à système XY de détermination sexuelle) ;
- le phénotype associé de ce caractère est récessif (la présence de deux allèles identiques est indispensable pour que le caractère s'exprime).

L'un des deux allèles est transmis par le gamète mâle, l'autre par le gamète femelle.
Chez l'homme, on utilise ce terme pour qualifier certaines maladies génétiques associées à une mutation dans un gène donné. La maladie est à transmission autosomique récessive, si le gène affecté est porté par l'un des 22 autosomes et que la mutation est récessive.
Les caractéristiques d'une maladie génétique à transmission autosomique récessive sont les suivantes :
- elle atteint autant les hommes que les femmes ;
- la consanguinité augmente le risque.

Mais être porteur de la mutation sur les deux allèles ne signifie pas forcément être malade. Les manifestations d'une maladie génétique dépendent en effet de sa pénétrance et de la variabilité de son expression.

## Schéma général de la transmission autosomique récessive
Dans les schémas, les gamètes porteurs de l'allèle normal (sauvage) sont en bleu, les gamètes porteurs de l'allèle anormal sont en rouge. Les personnes porteuses du gène anormal sur deux allèles (et donc susceptible de développer la maladie) sont en rouge, les personnes porteuses du gène anormal sur un seul allèle (dites porteuses saines ou conductrices) sont en violet, les personnes non porteuses du gène anormal sont en bleu.

### Union d'un porteur et d'un non-porteur

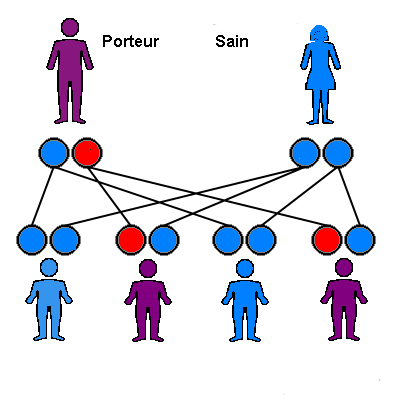
Union d'un porteur et d'un non porteur.

Comme ce schéma le montre, à chaque grossesse, ce couple a un risque :
- 1/2 d'avoir un enfant porteur de l'allèle anormal, il est dit hétérozygote ;
- 1/2 d'avoir un enfant non porteur qui est dit homozygote pour l'allèle sauvage (normal).

Donc la transmission d'une maladie génétique autosomique récessive peut s'arrêter (il suffit qu'aucun enfant porteur ne naisse de l'union).

### Union de deux porteurs

Union de deux porteurs.

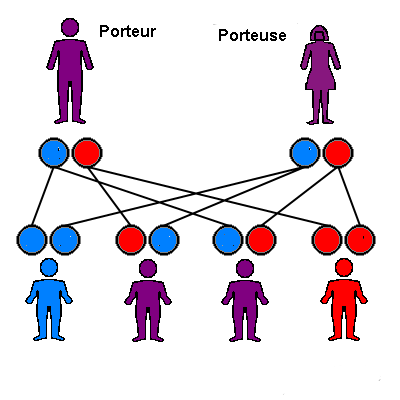
Union de deux porteurs.

Comme le montrent les schémas ci-contre, à chaque grossesse, ce couple a un risque :
- 1/4 d'avoir un enfant homozygote atteint par la maladie ;
- 1/2 d'avoir un enfant hétérozygote ;
- 1/4 d'avoir un enfant homozygote sain.

On peut ainsi calculer la probabilité de la survenue d'une maladie autosomique récessive en connaissant l'incidence de porteur de l'allèle anormal dans la population générale. Ainsi, si un allèle est présent chez un sujet sur 70, la probabilité qu'un couple quelconque ait un enfant atteint par la maladie est de 1/70 multiplié par 1/70 multiplié par 1/4 soit 1/19 600 si la pénétrance de cette maladie est de 100 %.
Ce simple calcul statistique explique par exemple que, dans le cas de l'hémochromatose, malgré le fait que 10 % de la population française soit porteuse de l'allèle anormal, on a une probabilité de 1/10 multiplié par 1/10 multiplié par 1/4, soit 1/400 à chaque grossesse d'avoir un enfant homozygote, mais la prévalence de la maladie est plus faible en raison d'un taux de pénétrance bas.
Dans le cas de la mucoviscidose, la prévalence de porteur d'une mutation du gène CFTR responsable est de 1 sur 20, soit une probabilité théorique de 1/20 multiplié par 1/20 multiplié par 1/4, soit 1/1 600, mais la prévalence de la mucoviscidose grave est beaucoup plus faible en raison des manifestations très diverses de cette maladie.

### Union d'un non-porteur et d'un atteint

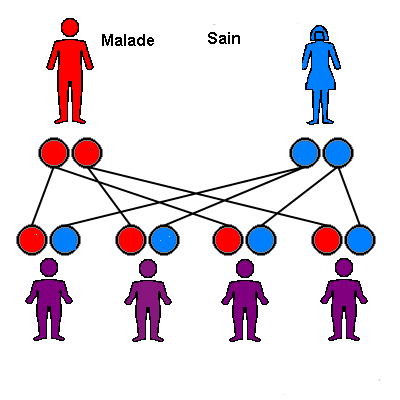
Union d'un non porteur et d'un malade.

Comme le schéma à droite le montre, tous les enfants de ce couple seront porteurs de l'allèle mutant.

### Union d'un porteur et d'un atteint

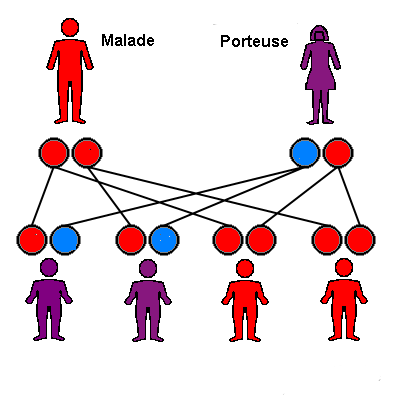
Union d'un porteur et d'un malade.

Comme le schéma à gauche le montre, à chaque grossesse, ce couple a un risque :
- 1/2 d'avoir un enfant hétérozygote ;
- 1/2 d'avoir un enfant homozygote mutant, donc malade.

### Union de deux atteints

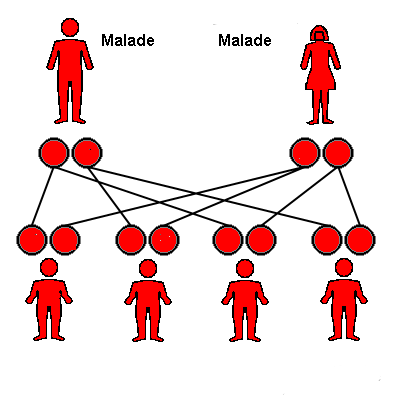
Union de deux malades.

Tous les enfants sont malades.

## Base générale du conseil génétique dans les maladies à transmission autosomique récessive
En génétique, le proposant désigne la personne indemne de maladie à partir de laquelle on fait le conseil génétique. Si ce proposant à partir duquel on fait le conseil génétique est atteint par la maladie génétique, on parle alors de cas index.

## Exemples de maladies se transmettant sur le mode autosomique récessif
- Syndrome d'Abdallat-Davis-Farrage
- Syndrome Allgrove
- Maladie de Charcot-Marie-Tooth
- Drépanocytose
- Syndrome d'Ellis-Van Creveld (anciennement nommé Achondroplasie d'Ellis Van Creveld)
- Glaucome congénital de Peters
- Homocystinurie
- Maladie de Crigler-Najjar
- Mucoviscidose
- Phénylcétonurie
- Rétinite pigmentaire
- Syndrome de Bardet-Biedl
- Thalassémies
- Insensibilité congénitale à la douleur
- Syndrome d'Usher
- Xeroderma pigmentosum
- Maladie de Tay-Sachs